# Saint-Denis-des-Coudrais
Saint-Denis-des-Coudrais ist eine französische Gemeinde mit 113 Einwohnern (Stand 1. Januar 2022) im Arrondissement Mamers im Département Sarthe in der Region Pays de la Loire. Saint-Denis-des-Coudrais gehört zum Kanton La Ferté-Bernard (bis 2015: Kanton Tuffé) und zum Gemeindeverband Communauté de communes du Pays de l’Huisne Sarthoise. Die Einwohner werden Dionysiens genannt.

## Geographie
Saint-Denis-des-Coudrais liegt etwa 30 Kilometer nordöstlich von Le Mans am Flüsschen Chéronne. Umgeben wird Saint-Denis-des-Coudraiss von den Nachbargemeinden Bonnétable im Norden und Nordwesten, Saint-Georges-du-Rosay im Norden und Nordosten, La Bosse im Osten, Boëssé-le-Sec im Südosten, Tuffé Val de la Chéronne im Süden sowie Prévelles im Westen und Südwesten.

## Bevölkerungsentwicklung
| 1962                      | 1968 | 1975 | 1982 | 1990 | 1999 | 2006 | 2013 |
| ------------------------- | ---- | ---- | ---- | ---- | ---- | ---- | ---- |
| 212                       | 214  | 143  | 103  | 81   | 89   | 115  | 125  |
| Quelle: Cassini und INSEE |      |      |      |      |      |      |      |

## Sehenswürdigkeiten
- Kirche Saint-Denis aus dem 15./16. Jahrhundert

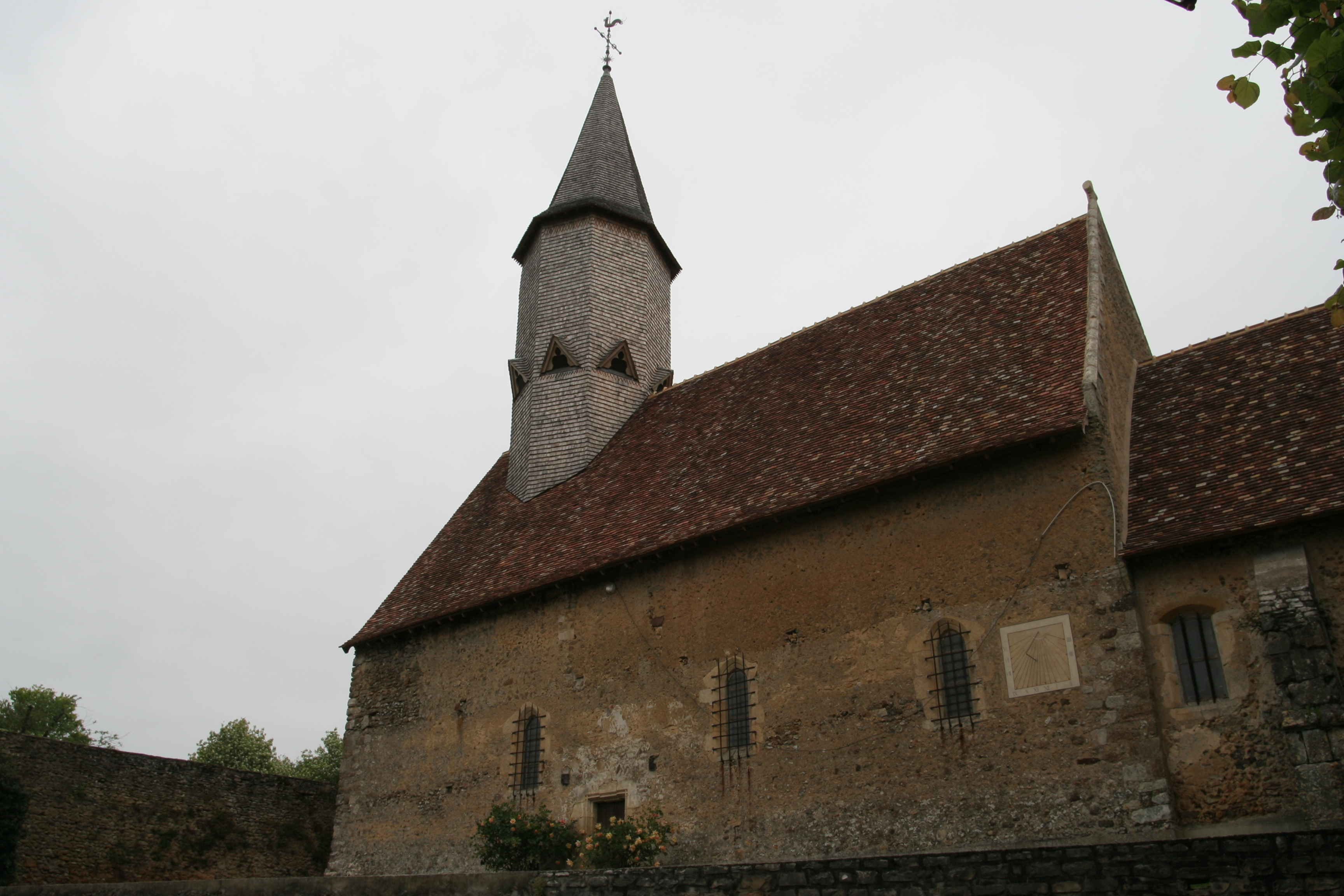
Kirche Saint-Denis